# پژو ۲۰۱

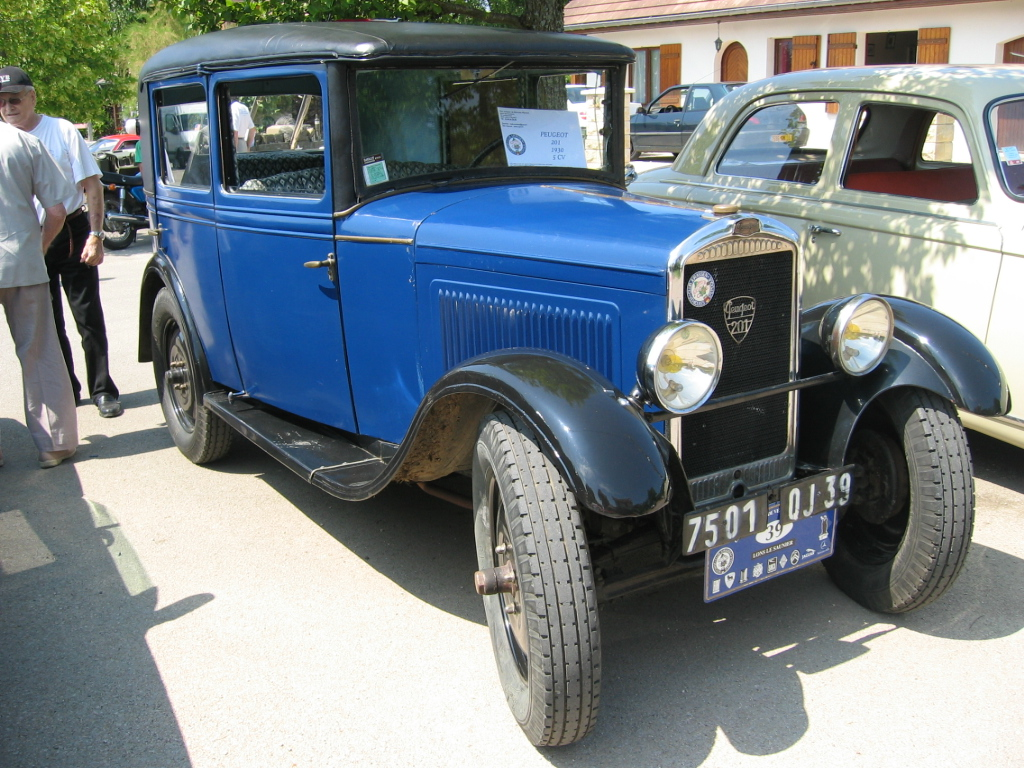

پژو ۲۰۱ (به انگلیسی: Peugeot 201) خودرویی است که در سال‌های ۱۹۲۹ تا ۱۹۳۷ تولید شده‌است.
طراحی آن خودروهای موتور جلو-محور عقب بوده طول آن در حالت طبیعی ۳٬۸۰۰ میلیمتر (۱۴۹٫۶ اینچ)، عرض آن در حالت طبیعی ۱٬۳۵۰ میلیمتر (۵۳٫۱ اینچ) و وزن آن در حالت طبیعی ۸۹۰ کیلوگرم (۱٬۹۶۲ پوند) است.